# Анкара (вілаєт)
39°56′00″ пн. ш. 32°52′00″ сх. д. / 39.933333333333° пн. ш. 32.866666666667° сх. д.
Вілаєт Анкара — вілаєт Османської імперії, що розташовувався у центральній частині Малої Азії. Утворений 1867 року замість Анкарського еялету з площею 83,760 км². Припинив існування 1922 року з утворення Турецької республіки.

## Історія
У 1867 році в результаті адміністративно-територіальної реформи часів Танзимату перетворено на вілаєт, практично у межах еялету Анкара. З 1890-х років тут відбувається розбудова міст, з'являються типографії, телеграф, електрицвто, залізниця. На початку XX ст. низка міст перетворюються на місцеві лікувальні курорти внаслідок облаштування тамтешнім гарячих джерел.
Під час Першої світової війни вілаєт найменш постраждав економічно. З огляду на вигідній розташування він став основою спротиву проти вторгнення військ Антанти до Малої Азії, зокрема Греції — на заході, а Франції — на півдні. Втім спочатку довелося приборкати місцевих аристократів на чолі із Чапаноглу, що підтримував збереження монархії та Армії халіфа, що виступала проти Кемаля Ататюрка. До липня 1920 року усіх їх було подолано. У 1920 році в столиці провінції — Анкарі — відбулися Великі національні збори Туреччини, які прийняли конституцію та оголосили про створення Турецької республіки. З Анкарського вілаєту розпочався контрнаступ проти грецьких військ, який завершився звільненням малоазійських земель. Згодом також вдалося повернути під владу республіканського уряду санджаки Адани.
У 1922 році реформовано у провінції Анкара, Чорум, Кайсері, Кириккале, Киршехір, Йозгат.

## Структура
вілаєт складався з 5 санджаків:
- Анкара, що мав 11 кази: Анкара, Аяш, Бйпазарі, Сівріхисар, Чубук, Налліхан, Наймана, Кизилкахамам, Міхалччик, Бала, Каледжик.
- Бозок — 3 кази: Бозок, Акдагмадені, Богазліян.
- Кайсері — 3 кази: Кайсері, Девелі, Інкесу.
- Киршехір — 6 кази: Киршехір, Муджур, Хаджібекташ, Кескін, Чічекдаги, Аванос.
- Чорум — 5 кази: Чорум, Османджік, Карги, Сунгурлу, Іскіліп.

## Населення
Відповідно до перепису 1885 році в вілаєті мешкало 892,901 осіб. після невдалих Балканських війн 1912—1913 років в значній мірі саме до Анкарського вілаєту було переселено мусульман з колишніх балканських провінцій Османської імперії, що суттєво збільшило перевагу туркомовного населення над капподокійськими греками та вірменами.
У 1914 році за приблизними відомостями 1,061,577 осіб були турками, 101,750 — вірменами, 46,830 — греками, 1,026 — жидами, 5,708 осіб належало до інших народностей та етносів.

## Економіка
Основу становило землеробство та скотарство. Переважно вирощувалися пшеницю (найбільше), просо, жито, ячмінь, рис, тютюн, фрукти, опійний мак. Тваринництво було традиційним: на півдні вілаєту розводили переважно кіз та овець, а також верблюдів та мулів.
Виготовлялися матеріали з мохеру та вовни, зокрема ангорських кіз. У 1890-х роках розробляються копальні срібла, міді, бурого вугілля, солі. Піднесенню економіки сприяла прокладання залізниці у 1892 році, що зв'язала вілаєт з іншими провінціями імперії, ставши важливою частиною залізниці від Босфору до Вірменії (Стамбул-Ерзурум). Водночас це завдало удару місцевим дрібним виробникам текстилю, оскільки сюди стали завозити більш дешеві тканини та сировина.